# Argus As 411

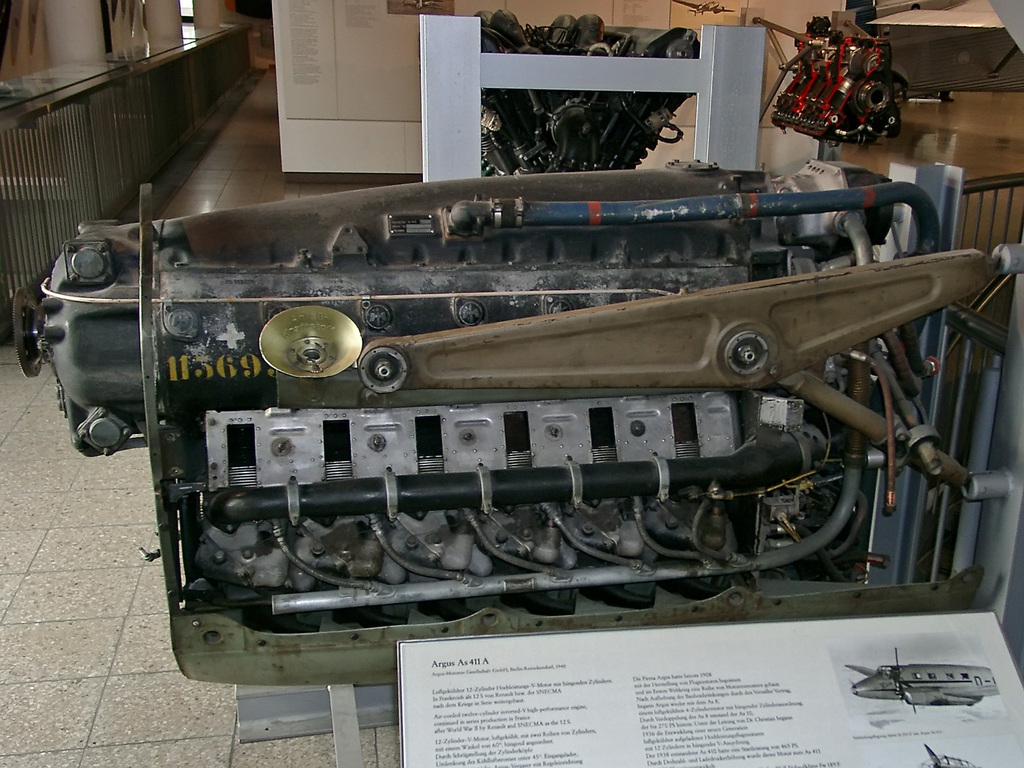
Un'altra vista dell'Argus As 411.

L'Argus As 411 era un motore aeronautico 12 cilindri a V rovesciata e raffreddato ad aria prodotto dall'azienda tedesca Argus Motoren GmbH durante la Seconda guerra mondiale.
Era l'evoluzione migliorata e più potente dell'As 410.
La maggior parte degli As 411 prodotti furono realizzati negli stabilimenti francesi della Renault, a Parigi, dopo l'occupazione della Francia da parte delle truppe naziste e destinati ai modelli in dotazione alla Luftwaffe. La Renault, e successivamente la Snecma, continuarono a produrlo anche dopo la fine della seconda guerra mondiale con il nome di Renault 12S.

## Apparecchi utilizzatori
Germania
- Arado Ar 96
- Arado Ar 396
- Focke-Wulf Fw 189
- Siebel Si 204

 Francia
- Dassault MD 315 Flamant
- SNCASO SO-93 Corse

 Svizzera
- Pilatus P-2